# Heterorotula contraversa
Heterorotula contraversa är en svampdjursart som beskrevs av Racek 1969. Heterorotula contraversa ingår i släktet Heterorotula och familjen Spongillidae. Inga underarter finns listade i Catalogue of Life.